# Pałac w Klonowie
Pałac w Klonowie (niem. Herrenhaus von Negenborn) – zabytkowy pałac w miejscowości Klonowo (powiat ostródzki).
Piętrowy pałac wybudowany w 1873 przez rodzinę von Negeborn w stylu italianizującym na planie prostokąta. Od północy posiada wieżę widokową. Front z głównym wejściem pod pojedynczą arkadą, poprzedzonym portykiem (gankiem) i schodami ograniczonymi murkami schodzącymi stopniami. Nad wejściemElewacja frontowa z ryzalitem i detalem (herbem) w trójkątnym  frontonie. Obiekt położony na wzniesieniu, otoczony od wschodu i południa dużym parkiem ze starodrzewiem, jest częścią zespołu pałacowego wybudowanego w drugiej połowie XIX w., w skład którego wchodzi jeszcze park, w którym znajduje się grób Gerharda von Negenborn (1864–1931) i jego żony Kathariny von Eckhardtstein (1852–1925).